# Coelogyne susanae
Coelogyne susanae é uma espécie de orquídea epífita, família Orchidaceae, habitante do Arquipélago de Bismarck e Ilhas Salomão.